# Чон Джин Сок, Николай
Николай Чон Джин Сок (кор. 정진석; 7 декабря 1931, Сеул, генерал-губернаторство Корея — 27 апреля 2021, Сеул, Республика Корея) — корейский кардинал. Епископ Чхонджу с 25 июня 1970 по 29 мая 1998. Архиепископ Сеула с 29 мая 1998 по 10 мая 2012. Кардинал-священник с титулом церкви Санта-Мария-Иммаколата-ди-Лурд-а-Боччеа с 24 марта 2006.